# Ülemistemeer
Het Ülemistemeer (Estisch: Ülemiste järv) is een meer in het zuidoosten van Tallinn, de hoofdstad van Estland.

## Over het meer

### Geografie
Het meer is 9,6 km² groot. Gemiddeld is het 2,5 m diep; het diepste punt is 6 m. De watertoevoer vindt plaats door een stelsel van kanalen die het meer verbinden met rivieren in de buurt, waarvan de rivier Pirita het meeste water levert. De oevers zijn doorgaans vlak en zanderig. Het meer met de oevers vormt de wijk Ülemistejärve in het stadsdistrict Kesklinn. De wijk telde 194 inwoners op 1 januari 2017.

### Drinkwaterreservoir

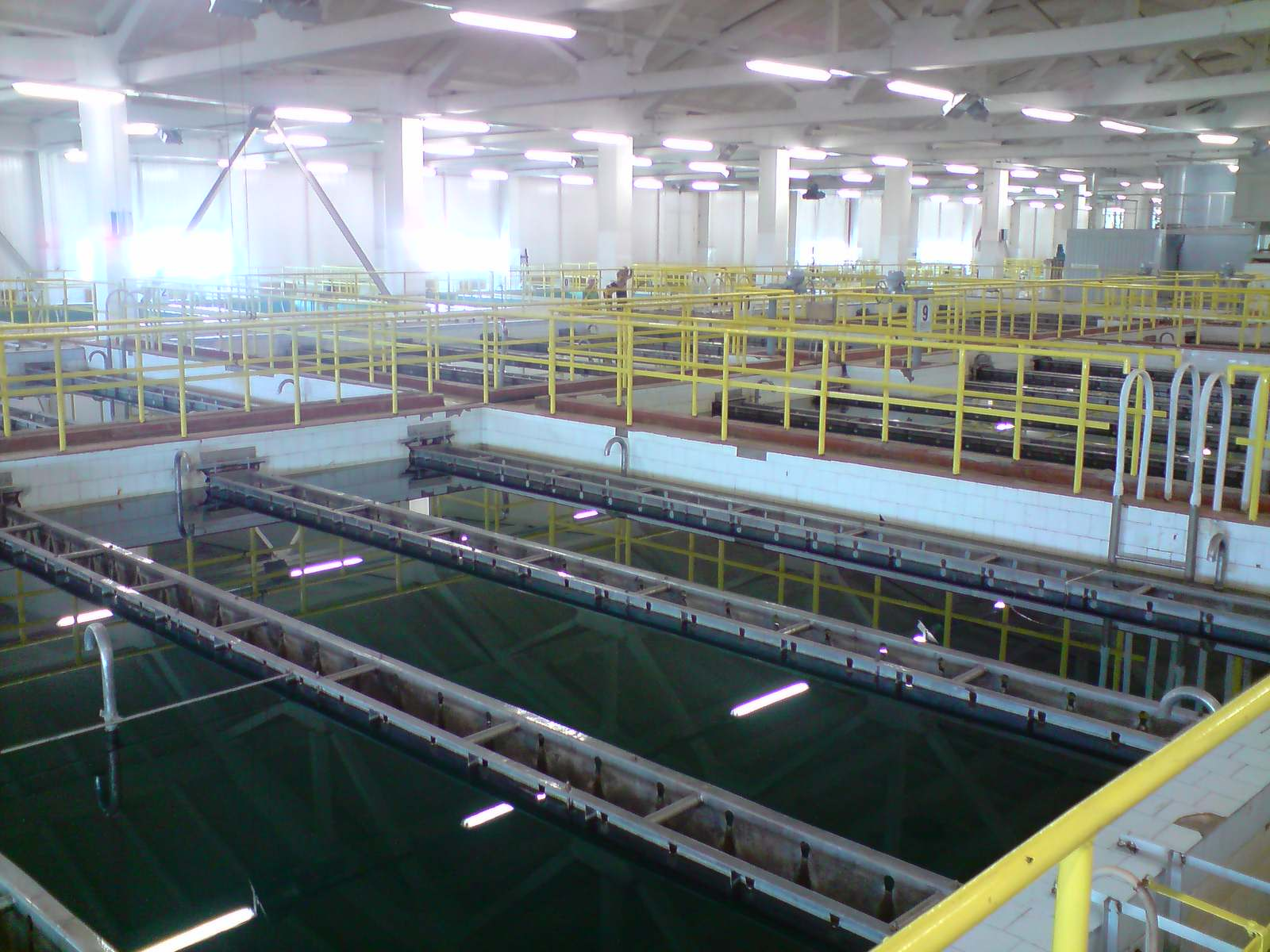
De waterzuiveringsinstallatie bij het Ülemistemeer

Al sinds de 15e eeuw behoort het meer officieel tot het grondgebied van de stad Tallinn. Al vóór die tijd betrok de stad drinkwater uit het meer. Tegenwoordig wordt elke dag ca. 60.000 m³ water aan het meer onttrokken. Het meer is daarom alleen toegankelijk voor de medewerkers van het waterleidingbedrijf van Tallinn. De zuiveringsinstallatie staat aan de noordkant van het meer. Meer dan 90% van de inwoners van Tallinn betrekt zijn water uit het meer. Alleen de inwoners van de stadsdelen Nõmme en Pirita drinken grondwater uit waterputten in de buurt.

### Nabijheid van de luchthaven

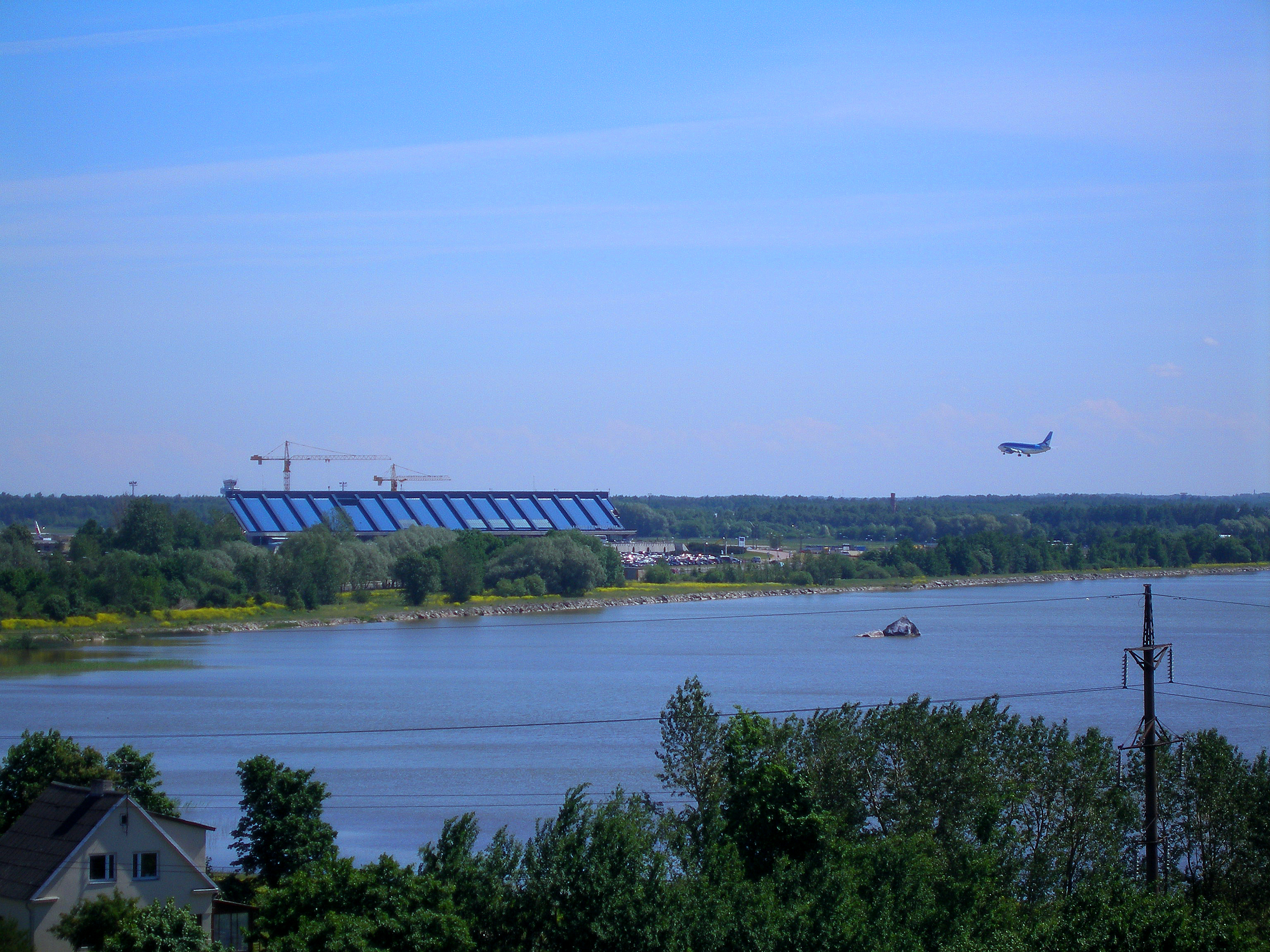
Een vliegtuig boven het Ülemistemeer, richting luchthaven. Schuin onder het vliegtuig: Lindakivi

Het meer ligt in de aanvliegroute naar Lennart Meri Tallinn Airport. Die luchthaven ligt in een wijk ten noordoosten van Ülemistejärve, die Ülemiste heet, maar tot een ander stadsdistrict (Lasnamäe) behoort. Veel inwoners van Tallinn maken zich zorgen over een mogelijke verontreiniging van het drinkwater door een luchtvaartongeval. Er zijn tot dusver drie gevaarlijke situaties geweest:
- In 1938 stortte de Poolse vliegenier Zbigniew Olenski met zijn eenmotorige RWD in het meer.
- In januari 1966 moest een Iljoesjin Il-14, komende van het eiland Saaremaa, een noodlanding maken op het bevroren meer.
- Op 18 maart 2010 maakte een Poolse Antonov An-26 een noodlanding op het bevroren meer en lekte daarbij 1,5 ton vliegtuigbrandstof. De verontreiniging kon snel worden verwijderd en de zeskoppige bemanning kwam met de schrik vrij.

## Mythologie rond het meer
Het Ülemistemeer speelt een grote rol in de Estische mythologie. Volgens de legende ontstond het meer uit de tranen van Linda, de moeder van Kalevipoeg, Estlands nationale held. Een rotseilandje in het meer wordt Lindakivi (‘Lindasteen’) genoemd. Linda liet hem vallen toen ze stenen verzamelde voor het graf van haar man Kalev op Toompea.
Volgens het volksgeloof huist in het meer de oude man van Ülemiste (Ülemiste vanake). De man zou passanten vragen of Tallinn al helemaal af is. Luidt het antwoord ‘ja’, dan zendt hij een vloedgolf over de stad. Daarom zal in Tallinn altijd gebouwd blijven worden. Er wordt wel beweerd dat om die reden het dak van het kantoor van de SEB Pank, de Estische vestiging van een Zweedse bank, er bewust onaf uitziet. Als de oude man van Ülemiste in de richting van Tallinn kijkt, ziet hij daaraan dat de stad nog niet af is.